# Reinaldo de Dassel

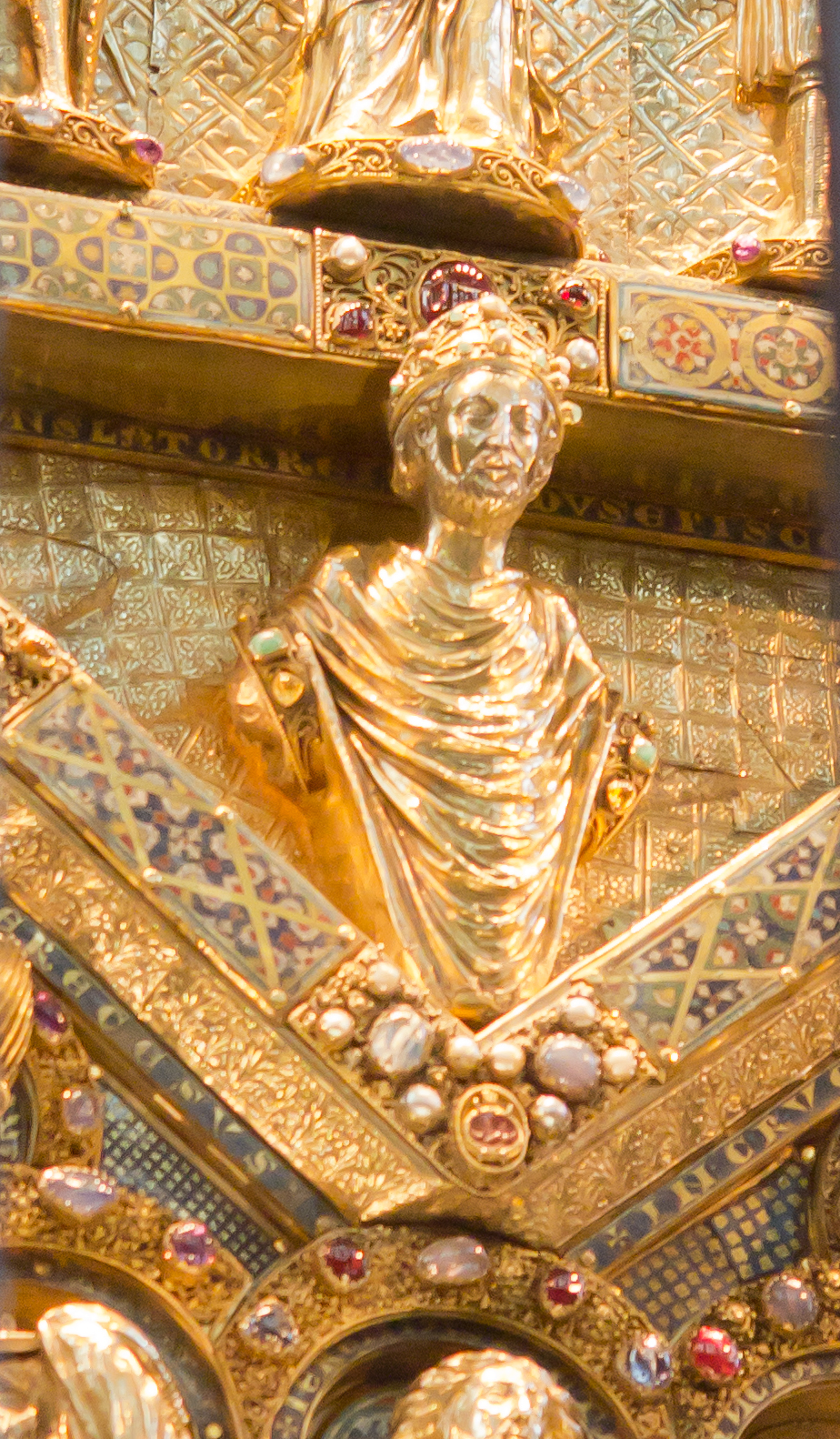
Reinaldo de Dassel

Reinaldo de Dassel (c. 1120 - 14 de agosto de 1167 cerca de Roma) fue un arzobispo de Colonia entre 1159 y 1167 y  canciller jefe para Italia. Fue precedido como arzobispo por Federico II de Berg y sucedido por Felipe I von Heinsberg.

## Carrera eclesiástica

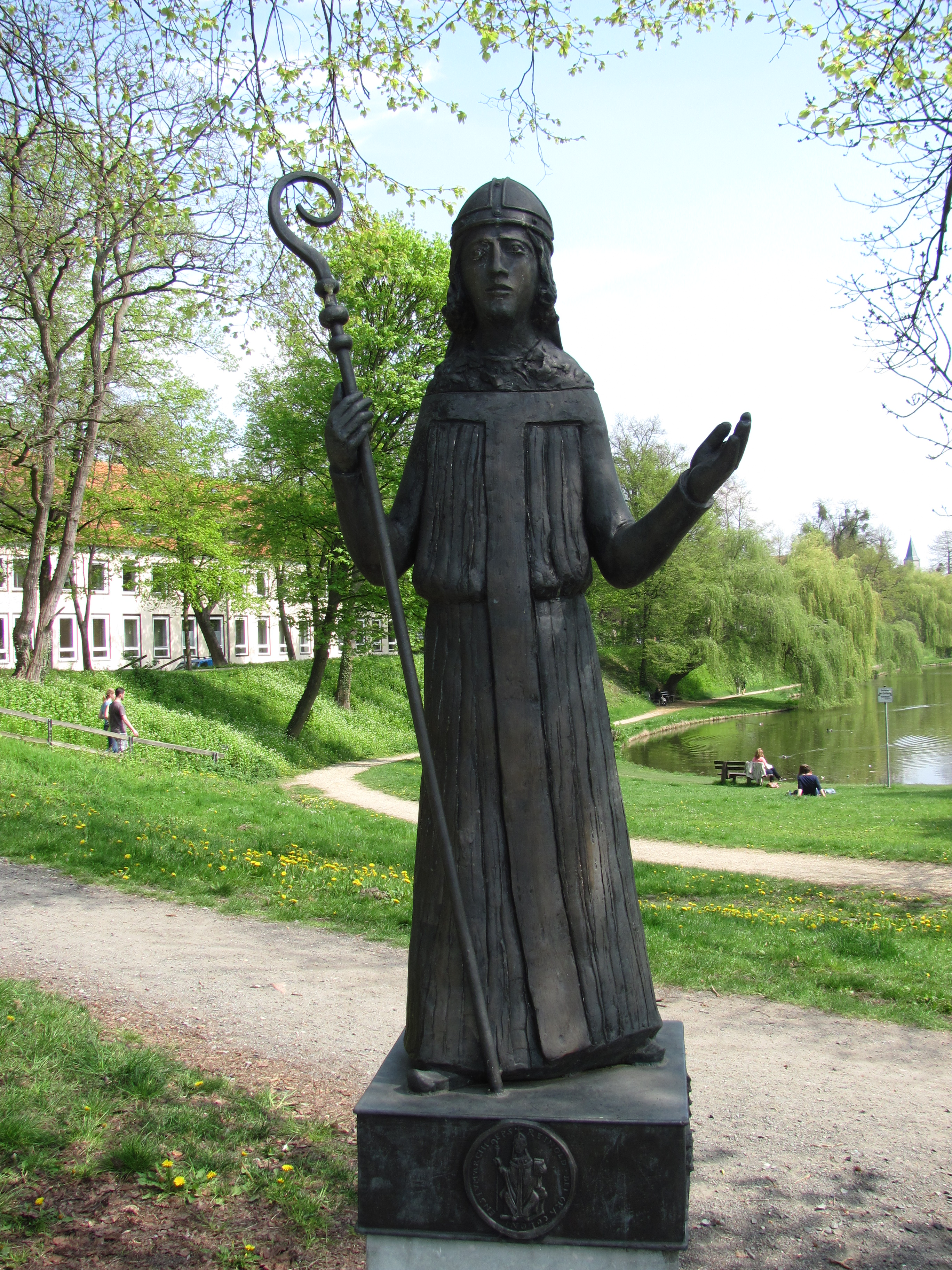
Monumento de Rainaldo de Dassel en Hildesheim, Baja Sajonia, Alemania

Hijo menor de un poderoso conde de Sajonia, Reinaldo de Dassel, fue pronto destinado a la carrera eclesiástica y enviado a la escuela catedralicia de Hildesheim en 1146, donde comenzó ocupando el puesto de subdiácono. Posteriormente, se estableció en París, pero ya en 1130 gozaba de gran reputación como profesor de estudios clásicos, y fue miembro del capítulo de Hildesheim. Según las evidencias de que disponemos, fue nombrado preboste en 1148, y en 1154 recibió el nombramiento como Preboste de Petersberg. Poco después de 1154 fue también preboste en Münster pero rechazó la Sede de Hildesheim donde vivía como preboste también. Dio la orden para construir el primer puente de piedra sobre el río Innerste en Hildesheim.

## Carrera política
En 1153 formó parte de una embajada enviada por Federico I Barbarroja al papa Eugenio III, donde comenzó a destacar como diplomático y político, y en 1156 el emperador le nombró canciller del imperio. En la Dieta de Besançon (octubre de 1157) dejó claramente establecidas las líneas de su política, que insistía en los derechos y el poder de los reyes alemanes, el fortalecimiento de la iglesia católica en el seno del Imperio Alemán, la soberanía sobre Italia y la postergación del papado. Vitalista, a ratos duro y explosivo, y en otras ocasiones cuidadoso y calcuador, Reinado no dudaba en tomar la espada pese a su dignidad eclesiástica. 
Aunque no deseaba la completa ruptura entre Roma y Alemania, y respetaba, como hombre del medievo, a la Iglesia, su temperamento llevó al emperador mucho más lejos de lo que éste hubiera querido o de lo que hubiera sido conveniente dadas las circunstancias. Cuando Federico finalmente se plegó a las exigencias del papado, fue Reinaldo el que le aconsejó no hacer concesiones que podían haber sido ventajosas. Los problemas con la curia comenzaron en la Dieta de Besançon.
En 1158 Reinaldo realizó un viaje diplomático a Italia con vistas a preparar la visita del emperador. En 1159 fue nombrado Arzobispo de Colonia en ausencia, y durante el cisma entre el papa Alejandro III y el antipapa Víctor apoyó al papa del Imperio. En 1160 fue nombrado embajador imperial ante las cortes de Francia e Inglaterra con el objetivo de lograr la adhesión de los reyes al bando del antipapa, pero sin éxito.
En enero de 1159, Reinaldo entró en Milán conquistada pacíficamente el año anterior, pero fue expulsado y casi asesinado por sus habitantes. El emperador Barbarroja sitió nuevamente la ciudad, lo que terminaría con la total destrucción de la misma en 1162. Reinaldo también entabló negociaciones con Génova, Pisa y Luis VII. Durante estos años, Reinaldo fue también el mecenas del archipoeta.
En 1163, Alejandro III excolmulgó a Reinaldo que había proclamado a los cuatro vientos el derecho del emperador a disponer de la Santa Sede. Basándose en los decretos aprobados en 1158 durante la Dieta de Roncaglia, cerca de Piacenza, Reinaldo fue enviado nuevamente a Italia para hacerse cargo de los asuntos imperiales. A la muerte del antipapa Víctor IV, Reinaldo proclamó en Lucca un nuevo antipapa de su elección sin contar con la aprobación imperial, el papa Pascual III. El emperador Federico I Barbarroja no tenía especial interés en continuar con el cisma, y Reinaldo sabía que procediendo como lo hizo forzaba al emperador a seguir la lucha por la supremacía del Imperio.
En 1164, regresaba a Alemania, llevando consigo las reliquias de los tres reyes magos como botín de la destrucción de Milán y regalo de Federico, y las depositó en la catedral de Colonia, donde aún permanecen. Mientras tanto, el número de opositores al papa legal aumentó en Alemania, y Reinaldo consiguió finalmente que el rey de Inglaterra se uniera a la acción política y eclesiástica en favor de Pascual, tomando el canciller nuevamente las armas en defensa de uno de sus principales objetivos, la canonización de Carlomagno en Aquisgrán. En 1167, se encontraba nuevamente en Italia, trabajando activamente en la preparación de una nueva visita del emperador. Junto a Christian I de Buch, arzobispo de Mainz logró una gran victoria militar frente a las tropas romanas en la Batalla de Monte Porzio el 29 de mayo de 1167. Reinaldo fallecería poco después a consecuencia de la malaria, siendo enterrado en la Capilla de Nuestra Señora de la Catedral de Colonia.